# اون من نیستم (ترانه)
«اون من نیستم» (به انگلیسی: It Ain't Me) ترانه‌ای است از آهنگسازِ نروژی دی‌جی کیگو و خوانندهٔ آمریکایی سلنا گومز. این ترانه در تاریخ ۱۶ فوریه ۲۰۱۷ به عنوان اولین تک‌آهنگِ دومین آلبوم استدیویی کیگو که در آینده ارائه خواهد شد، توسط شرکت سونی میوزیک منتشر گردید.  این قطعه در نهایت در قالب آلبوم چندآهنگه کیگو به نام «خیره به ستاره‌ها» (Stargazing) در ۲۲ سپتامبر ۲۰۱۷ منتشر شد.
این قطعهٔ علاوه بر اینکه در چارت نروژ رتبهٔ نخست را کسب کرد، در چارت آهنگ‌های داغ استرالیا، اتریش، بلژیک، جمهوری چک، کانادا، دانمارک، فلاند، آلمان، ایرلند، هلند، نیوزیلند، لهستان، پرتقال، اسلواکی، سوئد و سوئیس جزوِ پنج آهنگ برتر قرار گرفت. همچنین در چارت کشورهای آمریکا، فرانسه، مجارستان، اسپانیا، ایتالیا و انگلستان به جمعِ ده آهنگ برتر پیوست.

## آهنگسازی و ضبط
ترانهٔ این آهنگ توسط تیم سه‌نفرهٔ آلی تامپوزی، اندرو وات و برایان لی ساخته شده‌است.

## مفاهیم
آلی تامپوزی از آهنگسازان این اثر دربارهٔ مفاهیم این قطعه می‌گوید: 
همه ما به نوعی یک پیوند شخصی با پیام آهنگ داشتیم و من هم یک جورهایی انگار جاهایی را که قبلاً در طول زندگی تجربه کردیم، احساس می‌کنم... کورس آهنگ فکر می‌کنم پیام‌های زیادی رو در دل خودش حمل می‌کند. مخصوصاً در حال حاضر و با این جریان فمینیستی‌ای که به پاست.  مردها و زن‌ها یادشان افتاده که از نقاط ضعف‌شان به عنوان یک قدرت استفاده کنند. ما می‌توانیم که از آن‌ها به عنوان قدرت استفاده کنیم و حامل یک پیام باشیم. تفاوت هست میان اینکه در لحظات سخت زندگی پا به پای کسی راه بیایید با اینکه صرفاً یک سیستم حمایت‌کننده باشید. وقتی قرار است این قضیه شما را به خاک سیاه بنشاند، وقتی همیشه باید آماده به خدمت دیگران باشید، توی صبح‌های بد به دادشان برسید و برایشان لالایی بگویید تا خوابشان ببرد و موقع مستی آن‌ها را جمع و جور کنید، این دست مسائل کمر شما را خم می‌کند و بر دوش شما سنگینی می‌کند.

این آهنگ از دو عنصر اساسی تشکیل شده: همیشه خاطره‌بازی‌هایی درباره زمان‌هایی که روابط شما روشن و زیبا بوده‌اند وجود دارد؛ همان دوره‌های جادویی. فکر می‌کنم گاهی اوقات واقعاً کار مشکل می‌شود؛ شما به صورت اجتناب‌ناپذیری وارد ماجرا شدید و بعداً شرایط سختی را تجربه می‌کنید. این عقیده وجود دارد که اگر سرسخت باشید می‌توانید به همان جاهای قبلی باز گردید اما حقیقت امر این است که ما وقتی به عنوان ابنا بشر بزرگ شدیم، دچار تغییر و تکامل می‌شویم و از یکدیگر جدا می‌افتیم. زمان‌هایی وجود دارد که شما مجبورید قید چیزی را بزنید اما از طرفی هم نمی‌توانید آن جدایی را به خودتان نسبت بدهید، ار همین رو می‌گویید «این من نیستم»